# Liste du patrimoine immobilier classé de Crisnée
Cette page regroupe l'ensemble du patrimoine immobilier classé de la ville belge de Crisnée.
| Objet                                                                                           | Année de construction / Architecte | Adresse | Section communale | Coordonnées                      | Numéro d’inventaire | Illustration                                                                                    |
| ----------------------------------------------------------------------------------------------- | ---------------------------------- | ------- | ----------------- | -------------------------------- | ------------------- | ----------------------------------------------------------------------------------------------- |
| L'église Saint-Pierre: tour, nef centrale, base-nef de droite, chœur avec la tribune des orgues |                                    |         | Thys              | 50° 43′ 21″ nord, 5° 23′ 18″ est | 64021-CLT-0001-01   | L'église Saint-Pierre: tour, nef centrale, base-nef de droite, chœur avec la tribune des orgues |
| Comme ensemble architectural:                                                                   |                                    |         | Thys              | 50° 43′ 25″ nord, 5° 23′ 16″ est | 64021-CLT-0002-01   | Comme ensemble architectural:                                                                   |
| Marronnier d'inde et borne, jusqu'au pourpris du marronnier.(S)                                 |                                    |         | Fize-le-Marsal    | 50° 42′ 20″ nord, 5° 22′ 57″ est | 64021-CLT-0003-01   | Image manquanteTéléverser                                                                       |
| Tour de l'ancienne église à Odeur                                                               |                                    |         | Odeur             | 50° 42′ 21″ nord, 5° 24′ 56″ est | 64021-CLT-0005-01   | Image manquanteTéléverser                                                                       |